# 守屋龍一
守屋 龍一（もりや りゅういち、1985年2月28日 - ）は、大阪府岸和田市出身の男性アーチェリー選手。ミキハウス所属。2008年北京オリンピック代表。岸和田市立産業高等学校、近畿大学経営学部卒業。血液型O型。身長173cm。体重85kg。

## 主な成績
2003年
- 全日本学生アーチェリー個人選手権大会 1位
- 国民体育大会 個人3位

2004年
- 韓国国際アーチェリー大会 団体優勝

2005年
- 世界ターゲットアーチェリー選手権大会 2位
- 関西学生ターゲットアーチェリーインドア選手権大会 1位（日本新記録達成）

2006年
- ワールカップ 団体優勝
- 関西学生ターゲットアーチェリー選手権大会 1位
- 全日本学生室内アーチェリー選手権大会 2位